# Montolivet (barri de València)
Montolivet és un barri de València, pertanyent al districte de Quatre Carreres. El barri es troba al sud-est de la ciutat i limita al nord amb  Gran Via, a l'est amb Penya-Roja, al sud amb Na Rovella i a l'oest amb Russafa i en Corts. En l'actualitat és una zona en expansió. La seua població en 2009 era de 20.515 habitants.
L'Avinguda de la Plata separa el barri de Montolivet del barri de La Fonteta de Sant Lluís. Aquesta avinguda comença en Ausiàs March i acaba en la Plaça de Montolivet. Travessa vies importants com el carrer Amado Granell Mesado i connecta amb el carrer Zapadores i l'avinguda Doctor Waksman. Aquesta zona està en la part sud-est de la ciutat de València. Montolivet es troba entre els carrers Peris i Valero, Alcalde Reig, Avinguda de la Plata i Zapadores.
El barri de Montolivet, té en la seua demarcació fallera a les comissions de: 
- Avd de la Plata - General Urritia
- Bisbe Jaume Pérez- Lluís Oliag
- Lluís Oliag - Mariola Granada
- Sapadors - Vicent Lleó
- Plaça Mercat de Montolivet
- Hort de Sant Valer - Avd de la Plata

## Història
Es té constància que almenys en el segle XV ja hi havia un ermita dedicada a la Mare de Déu de Mont Olivet. Sobre la construcció d'aquesta hi ha diverses llegendes, cap de les quals s'ha confirmat. Una diu que va ser en temps de la Reconquesta que els soldats van aixecar una petita ermita que va donar nom a la partida. Una altra, ja del segle xiii o xiv, explica el següent:
| « | Un veí de Russafa, Pedro Aleixandre, després de ser derrotat en l'exèrcit de croats en el qual militava per terres de Palestina, va caure presoner romanent en esclavitud dels musulmans. Va aconseguir escapar Aleixandre i en la fugida, a través de camins tan llunyans de la seua pàtria, va arribar extenuat fins a una olivera, sota el qual va descansar, aclamant-se a la protecció de la Santíssima Verge, mereixent el que se li aparegués una imatge de la Mare de Déu sobre la dita olivera. Quedant-se adormit, i en despertar l'endemà va descobrir amb immensa alegria i sorpresa que es trobava en les hortes de la seua Russafa, devora l'olivera sobre el qual hi havia el quadre de la Verge que se li havia aparegut miraculosament. […] Escampant-se després a Russafa la notícia d'aquesta aparició, i les autoritats, clergat i milers de persones van disposar la translació de la imatge al poble, en l'església parroquial, per vuit dies consecutius, es va festejar i va obsequiar a la Verge amb invocació de Monte Olivete. Passat aquest temps […] va tornar la Santa Imatge a buscar el seu nínxol en l'olivera, per on van convenir tots en què allà en el mateix punt de la troballa era on havia de venerarse. En breu, amb els dons dels devots, s'alçà un casalici, en la construcció del qual es van assenyalar piadosament tots els veïns, i amb especialitat els pescadors del Palmar [...].Cruilles, S., marqués de. Guía Urbana de Valencia Antigua y Moderna. I. Valencia: José Rius, 1876, p. 288-289. | » |

Independentment de la causa per la qual s'aixequés el temple, se sap que aquest s'hi ubicava al lloc on actualment se situa l'Església de a Mare de Déu de Mont-Olivet, que tenia annexa una habitació per a un ermità, i que eclesiàsticament pertanyia la parròquia de Sant Valeri de Russafa. Pel que fa a la partida de Montolivet, històricament abastava un territori més extens que el de l'actual barri, estenent-se per la pràctica totalitat dels barris actuals de na Rovella i de la Ciutat de les Arts i les Ciències i per part del barri de la Punta. Per ell discorria la Carrera del Riu, entre Russafa i Natzaret, una de les quatre que van venir a conformar el districte de Quatre Carreres. Ja que era un paratge ampli i tranquil, es va establir en unes barraques al costat de l'ermita una petita hostatgeria en què havien de romandre mariners i navegants procedents de països en els quals hi havia alguna epidèmia. Tanmateix, en 1720 es va decidir que aquest llatzeret estava situat massa a prop de la ciutat de València i es va efectuar el seu trasllat a la part dreta de la desembocadura del riu Túria, on posteriorment va aparèixer el poblat de Natzaret. En 1767 l'ermita amenaçava ruïna pel que el clergat de Russafa van decidir demolir i construir un nou temple de major prestància i grandària. El 25 d'octubre de 1812 durant la Guerra del Francés, el general Rafael Maroto es va ocupar de la defensa d'aquesta plaça juntament amb la del Grau i Quart, de la línia de València. L'any 1877 Montolivet, juntament amb tot el territori de l'antic municipi de Russafa, va passar a formar part del terme municipal de València. Ja en aquell temps la Carrera del Riu es va convertir en un popular lloc de passeig entre la capital i les platges de Natzaret, com descriu Orellana en 1924:
| «                            | Mont-Olivet, fora de la ciutat […] és una de les sortides més benestants per un bell estona de solaç i recreació perquè presentant una amena i florida carrera de mitja hora de passeig, d'una banda el riu, d'altra banda la verdura de la campanya i horta, remata en un oval on hi ha una ermita de la que aquest passeig pren el nom per venerarse-hi una imatge de la Verge amb aquesta invocació de la Mare de Déu de Monte Olivete, que vulgarment diem la Mare de Déu de Mont Olivet. | » |
| — Valencia Antigua y Moderna | |   |

Fins ben entrat el segle xx Montolivet era una zona de població dispersa, però des de la dècada de 1960 s'ha vist integrat dins de l'entramat urbà de la ciutat. En 1979, es va enderrocar una bona part de l'antic caseriu durant la construcció de l'autovia del Saler, desapareixent la pràctica totalitat amb la construcció de les noves edificacions, que han ocupat totalment l'espai de l'horta.

## Llocs d'interès

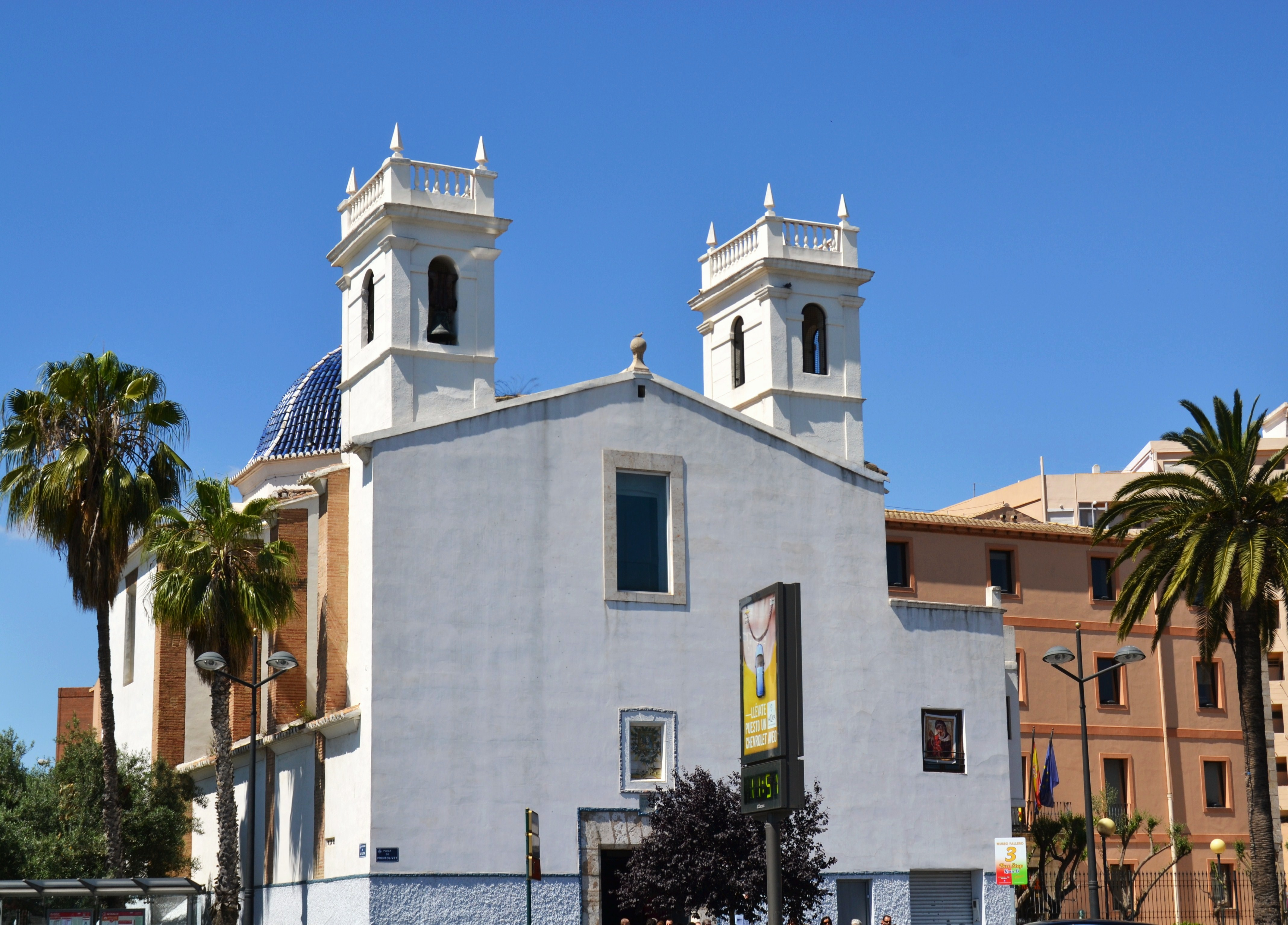
L'església de la Mare de Déu de Mont-Olivet.

El barri compta entre els seus llocs d'interès amb el Parc Gulliver, al jardí del Túria, l'edifici de l'antiga Escola Universitària de Magisteri Ausiàs March, i encara que no pertany exactament al barri, la Ciutat de les Arts i de les Ciències, obra de l'arquitecte valencià Santiago Calatrava. Els monuments més destacats són:
- Pont de Montolivet: un pont del començament del segle XXI integrat en la Ciutat de les Arts i les Ciències, i concretament, passant entre el palau de les Arts i l'Hemisfèric.
- Església de la Mare de Déu de Mont-Olivet: Es va edificar entre 1767 i 1771 en estil neoclàssic. Consta d'una nau amb planta de creu llatina, tenint la façana flanquejada per dues torres bessones de base quadrada.[3] Al seu interior destaca la icona de la Mare de Déu de Mont-olivet, presidint l'altar major sobre una petita olivera que li serveix de peanya. En 1826 es van instal·lar a l'ermita els monjos de la Congregació de Sant Vicenç de Paül, que van haver d'abandonar en 1835 a causa de les lleis de desamortització. Finalment, el 15 de juliol de 1941 es va erigir en parròquia independent, per decret de l'arquebisbe de València, Prudencio Melo.[3]

- Museu faller: Està situat a l'antic convent de la Congregació de Sant Vicenç de Paül i conserva els ninots premiats cada any.[6]